# Aéroport international Simon Mwansa Kapwepwe
L'aéroport international Simon Mwansa Kapwepwe (code IATA : NLA • code OACI : FLSK) est un aéroport situé  dans la ville de Ndola, dans la province de Copperbelt, dans le nord de la Zambie, près de la frontière avec la République démocratique du Congo. Il a été officiellement connu comme l'Aéroport de Ndola avant d'être rebaptisé en 2011, en l'honneur de Simon Kapwepwe, ancien vice-président de la nation.

## Situation
| Chipata Livingstone Lusaka Mansa M'fuwe Ndola Solwezi Kasama |

## Compagnies aériennes et destinations
| Compagnies         | Destinations                            |
| ------------------ | --------------------------------------- |
| Airlink            | Johannesbourg OR Tambo                  |
| Air Tanzania       | Dar es Salam-J. Nyerere                 |
| Ethiopian Airlines | Addis-Abeba Bole                        |
| Kenya Airways      | Nairobi-J. Kenyatta                     |
| Mahogany Air       | Lusaka                                  |
| Proflight Zambia   | Johannesbourg OR Tambo, Lusaka, Solwezi |
| Zambia Airways     | Lusaka                                  |